# 亞歷山大 (南斯拉夫王儲)
亞歷山大·卡拉喬傑維奇（1945年7月17日—），南斯拉夫王國末代國王彼得二世的獨子。
彼得二世在第二次世界大戰期間被迫流亡海外，因此亞歷山大出生於英國。亞歷山大在冷戰結束後回到南斯拉夫，從2001年起住在貝爾格勒王宮裡。
亞歷山大認為自己家族是南斯拉夫（和後來的塞爾維亞）的合法王室，並且支持塞爾維亞成為君主立憲制的國家。一項在2015年做的調查顯示，49.8%的民眾支持君主立憲制，44.6%反對。
假若塞爾維亞君主制复辟，亚历山大王储会被称为亚历山大二世。

## 家庭
1972年，亞歷山大與瑪麗亞·達·葛羅麗亞結婚。她的父親是佩德羅·加斯東，巴西帝國女皇儲伊莎貝爾的孫子；她的母親則是兩西西里王室的後裔。兩人共有三個兒子：
- 彼得·卡拉喬傑維奇（英语：Peter, Hereditary Prince of Yugoslavia）（1980年出生）
- 菲利普·卡拉喬傑維奇（英语：Prince Philip of Yugoslavia）（1982年出生），亞歷山大的雙胞胎哥哥
- 亞歷山大·卡拉喬傑維奇（英语：Prince Alexander of Yugoslavia (born 1982)）（1982年出生），菲利普的雙胞胎弟弟